# Рагу (национальный парк)
Национальный парк Ра́гу (норв. Rago nasjonalpark) — расположен на севере Норвегии между трассой Е6 и шведской границей в коммуне Сёрфолл, фюльке Нурланн близ города Фёуске. 
Парк известен своим горным ландшафтом с глубокими расщелинами, большими валунами и редкой растительностью. Является местом обитания рыси и росомахи.